# バハオラ
バハオラ（بهاء الله Bahā' Allāh（現代ペルシア語：Baha'u'llah, バハー・ウッラー）1817年11月12日 - 1892年5月29日）は、ペルシャに生まれた宗教指導者であり、すべての人種、国、宗教の間で普遍的な平和と統一を提唱するバハイ信教の創設者である。生来の名はミールザー・ホセイン・アリー（Mīrzā Hoseyn Alī）。

## 生涯
イランのガージャール朝に仕える高級官僚の家系の一員としてテヘランに生まれる。父親が高い地位の大臣であったバハオラは幼少期から英知と学識で王宮に名を馳せていたが、２２歳の時に父親が亡くなった際には、家督を継ぐことなく病人や貧しい者らの援助に時間を捧げた。1844年にセイイェド・アリー・モハンマド（称号はバーブ）によってバーブ教が起こされると、その信徒になった。バブはペルシャの商人であり、神はやがてモーセ、イエス、ムハンマドに続く新しい預言者を送るのであると説き始め、人類が長く待望している平和、和合、正義を世界にもたらす新しい日の夜明けが訪れると宣言していたが、当時のイスラム教の弾圧に合い、その信者の何千人もがイラン当局によって処刑されていた。政府によるバーブ教信者に対する弾圧が始まると、逮捕されるが、この獄中生活の最中に、最初の啓示を受け取ったとされる。

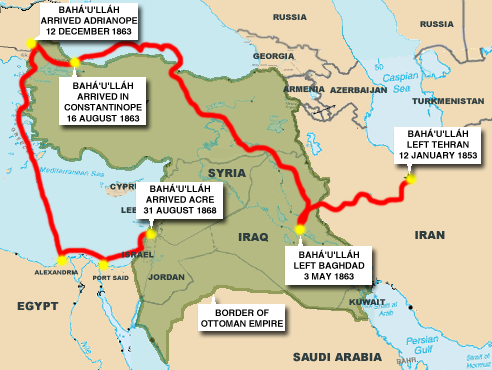
バハオラの行程

1863年、家族とともにイラクのバグダード（オスマン帝国領）に追放され、さらにイスタンブール、エディルネに移されるが、この間に、バグダッドにあるレズワンの園で自身がバーブが予言した預言者、「神が現し給う者」であると明かす。アラビア語で「神の栄光」を意味するバハオラの称号を名乗り、彼自身が神の預言を受けて著した『最も神聖なる書』を教典とする新宗教バハイ信教を興した。このとき、彼の異母弟ミールザー・ヤヒヤーはバハオラの地位を認めず、兄と訣別したが、バーブ教のほとんどの信徒はバハオラの教えを受け入れ、バハイ教徒になった。

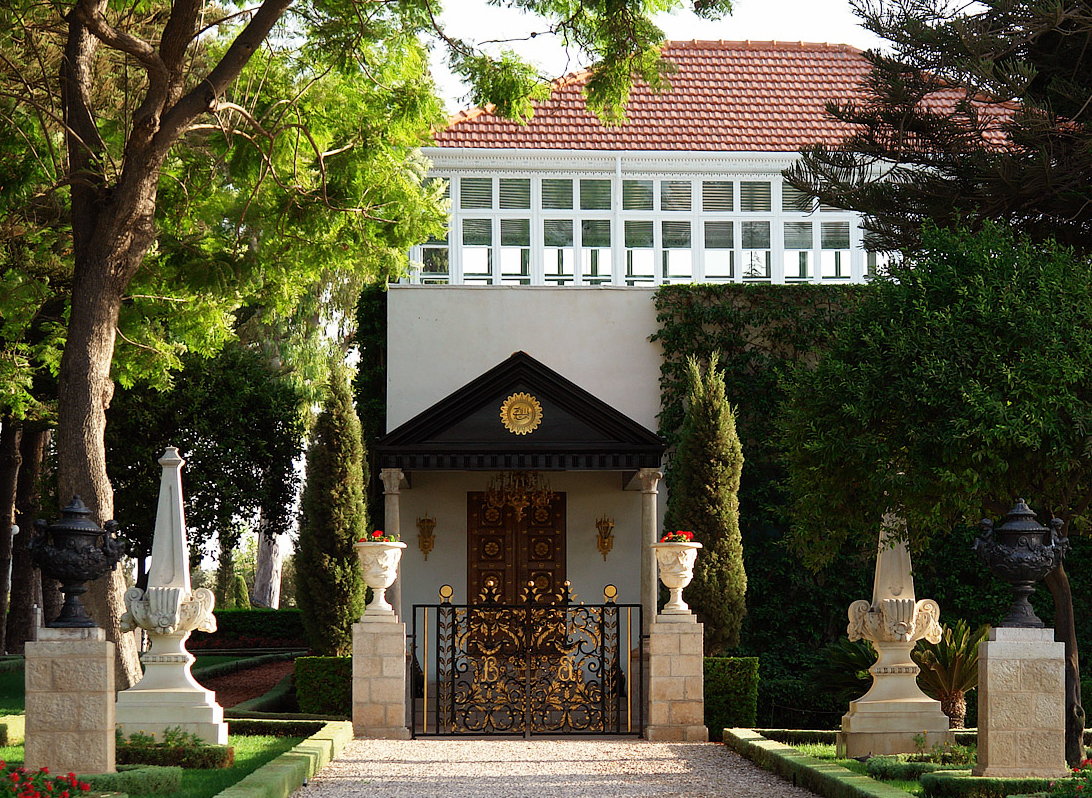
バハオラの聖廟

バハオラは1868年にオスマン帝国政府によってパレスチナのアッカ（アクレ）に流され、投獄された。のちにアッカの牢獄がトルコ政府によって砦として使われることになったので放免。1892年にバージの邸宅で亡くなるまでアッカの周辺に住んだ。バージの街には晩年彼が過ごした家などが残る。彼の眠るアッカの地は、バハイ教徒にとっての聖地となっている。
バハオラの教えは、神、宗教、そして人類の一体性に焦点が当てられていることが特徴の一つである。他の一神教と同様に、神はすべての創造物の源であると考えられている。また、宗教は、神の介入を通じて完全性を反映し、その教えが歴史を通して主要な世界の宗教の源である神の顕現によって定期的に更新されると説いている。バハオラは、すべての宗教をもたらした顕示者は一つの真理を伝えるために人類にもたらされた偉大な教育者であると教えており、人種差別と国家主義を根絶し地球すべての国家を和合に導くことを使命とするこれらの教育者の最新の顕示者がバハオラであると見なしている。バハオラの教えには、国家間の紛争を裁定するための世界法廷の必要性、そして地球上のすべての人々が話すことができる補助語の必要性が含まれている。バハオラはまた、啓示の更新のサイクルが将来も続き、神の顕現が約千年ごとに現れ、次の顕現は少なくとも西暦2852年以降に明らかにされるであろうを教えている。